# Sasha Mitchell
Sasha Mitchell (Los Angeles, 27 luglio 1967) è un attore statunitense.

## Biografia
Mitchell nacque a Los Angeles, figlio di un capo produttore. Ebbe un ruolo da protagonista nel film del 1988, Spike of Bensonhurst, e nel film del 1994 Classe 1999 II - Il supplente. Esperto di arti marziali, cintura nera di kickboxing e cintura nera di Taekwondo, di cui è stato anche campione nazionale, nel 1990 gli fu affidato il ruolo di protagonista in Kickboxer 2 - Vendetta per un angelo, sequel di Kickboxer - Il nuovo guerriero, nel quale interpreta David Sloan, giovane artista marziale, fratello di Kurt Sloan (Jean-Claude Van Damme) ed Erik Sloan (Dennis Alexio), i personaggi principali del primo capitolo della saga. Del 1992 e 1994 sono rispettivamente Kickboxer 3 - Mani di pietra e Kickboxer 4 - L'aggressore.
Dal 1989 al 1991, Mitchell apparve nella soap opera della CBS Dallas (come James Richard Beaumont, figlio illegittimo di J. R. Ewing). Recitò in altre serie televisive, tra cui anche Cinque ragazze e un miliardario. Maggiormente conosciuto per il suo ruolo nella sitcom della ABC Una bionda per papà, vi recitò la parte del nipote del personaggio interpretato da Patrick Duffy (lo stesso Duffy recitò il ruolo dello zio di Mitchell in Dallas) fino alla quinta stagione, quando, nel settembre 1995, venne arrestato per aver picchiato la moglie venticinquenne incinta. Dopo essere successivamente stato assolto da ogni accusa, riprese nuovamente il personaggio di Cody Lambert per gli ultimi due episodi della settima (e ultima) stagione nella sitcom Una bionda per papà, nella speranza di risollevare gli ascolti, ormai calati. Tuttavia, complice i guai giudiziari nei quali fu coinvolto, la sua carriera subì una brusca frenata.

## Filmografia parziale

### Cinema
- Il sergente di fuoco (Death Before Dishonor), regia di Terry Leonard (1987)
- Mafia kid (Spike of Bensonhurst), regia di Paul Morrissey (1988)
- Kickboxer 2 - Vendetta per un angelo (Kickboxer 2: The Road Back), regia di Albert Pyun (1991)
- Kickboxer 3 - Mani di pietra (Kickboxer 3: The Art of War), regia di Rick King (1992)
- Kickboxer 4 - L'aggressore (Kickboxer 4: The Aggressor), regia di Albert Pyun (1994)
- Classe 1999 II - Il supplente (Class of 1999 II: The Substitute), regia di Spirò Razatos (1994)
- Dickie Roberts - Ex piccola star (Dickie Roberts: Former Child Star), regia di Sam Weisman (2003)
- Ubriachi d'amore (Drunk Parents), regia di Fred Wolf (2019)

### Televisione
- A cuore aperto (St. Elsewhere) – serie TV, un episodio (1986)
- Cinque ragazze e un miliardario (Rags to Riches) – serie TV, un episodio (1987)
- Mio fratello Chip (Not Quite Human), regia di Steven Hilliard Stern – film TV (1987)
- Trappola per genitori - Vacanze Hawaiane (Parent Trap: Hawaiian Honeymoon), regia di Mollie Miller – film TV (1989)
- Le nuove avventure di Guglielmo Tell (Crossbow) – serie TV, 2 episodi (1989)
- Dallas – serie TV, 45 episodi (1989-1991)
- Una bionda per papà (Step by Step) – serie TV, 114 episodi (1991-1998)
- Love Boat - The Next Wave – serie TV, un episodio (1998)
- JAG - Avvocati in divisa (JAG) – serie TV, un episodio (2002)
- E.R. - Medici in prima linea (ER) – serie TV, 4 episodi (2004-2005)
- NYPD - New York Police Department (NYPD Blue) – serie TV, un episodio (2005)

## Doppiatori italiani
Nelle versioni in italiano delle opere in cui ha recitato, Sasha Mitchell è stato doppiato da:
- Francesco Prando in Mio fratello Chip, Dallas
- Teo Bellia in Trappola per genitori - Vacanze Hawaiane
- Giorgio Borghetti in Una bionda per papà
- Sergio Luzi in Kickboxer 2 - Vendetta per un angelo
- Vittorio Guerrieri in Kickboxer 3 - Mani di pietra
- Andrea Ward in Kickboxer 4 - L'aggressore
- Fabio Boccanera in Classe 1999 II - Il supplente